# 羅靜軒
羅靜軒（1896年—1979年），女，别号淑举，湖北省黄安县（今红安县）人。中华民国政治人物。

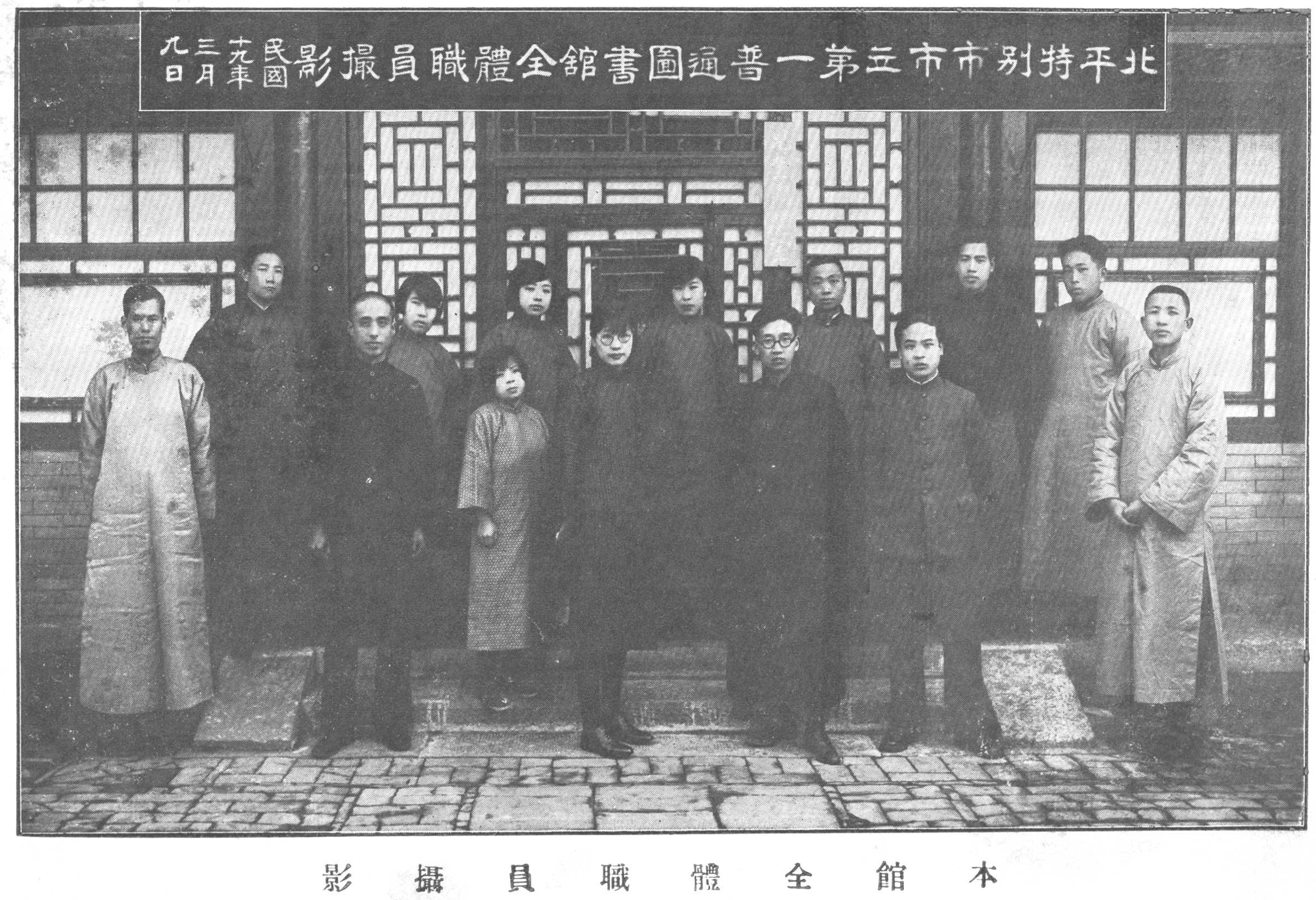
北平特別市市立第一普通圖書館週年紀念刊

## 生平
生于1896年（清光绪二十二年）。早年毕业于北京女子高等师范学校。曾任北平市图书馆馆长兼女子师范大学教授、安徽大学教授兼图书馆主任，并曾加入中国民主社会党，是该党中央委员兼妇女部部部长。1946年11月当选制宪国民大会中国民主社会党代表。1947年3月1日，任国民政府立法院第四届立法委员。中华人民共和国成立后，1962年1月任上海市文史研究馆馆员。 1979年，逝世。